# Naturschutzgebiet Feuchtgebiet Nordpark
Das Feuchtgebiet Nordpark befindet sich auf dem Gebiet des Nordparks in der kreisfreien Stadt Mönchengladbach in Nordrhein-Westfalen. Das Naturschutzgebiet liegt im Mönchengladbacher Stadtteil Rheindahlen-Land östlich von Rheindahlen, direkt angrenzend an den Borussia-Park, Heimstätte von Borussia Mönchengladbach.
Die ursprüngliche Vegetation bestand hauptsächlich aus einem geschlossenen Birken-Eichenwald, einer Pflanzengesellschaft aus der Hänge-Birke und der Stieleiche. Da beide Baumarten keine besonderen Ansprüche an ihre Umwelt stellen, kommen sie auch mit dem sauren, nährstoffarmen Pseudogleyboden des Nordparks zurecht. Gerodete Flächen konnten aufgrund der Bodenverhältnisse nicht dauerhaft für den Ackerbau gewonnen werden und verwandelten sich bald in Heidelandschaften.

## Bedeutung
Bei einem Gutachten zum Arten- und Biotopschutz wurde im Zuge des Stadionneubaus für Borussia Mönchengladbach im Jahr 1995 eine Vielzahl ökologisch interessanter Flächen nachgewiesen. Insgesamt wurden 23 Hektar Ausgleichsfläche berechnet, die in anderen Stadtteilen Mönchengladbachs entstehen sollten. Mit dem Gewöhnlichen Wasserschlauch, dem Wasserhahnenfuß, der Hasenpfoten-Segge und der Sumpfbinse wurden unter Naturschutz stehende und schützenswerte Pflanzen auf dem Nordparkgelände nachgewiesen. Neben elf Libellen- und vier Amphibienarten wurden durch das Gutachten die Lebensräume der Dorngrasmücke, des Teichrohrsängers, verschiedener Wasserfrösche, Kammmolche, der Kurz- und der Langflügligen Schwertschrecke sowie der Südlichen Binsenjungfer, die auf der Roten Liste stehen, im Areal nachgewiesen.
Begünstigt durch die relativ ruhige und geschützte Lage in einem militärischen Sperrgebiet konnten sich im westlichen und südwestlichen Teil des Geländes einige Feuchtwälder, temporäre Kleingewässer und Bodendenkmale wie Flachskuhlen halten. Ähnliche wertvolle Biotope in der näheren Umgebung nahmen nach dem Zweiten Weltkrieg unter anderem durch die Entsorgung von Bauschutt massiven Schaden (siehe Rheydter Stadtwald). Allerdings stellte die fortschreitende Erschließung des Nordparks besonders für den Borussia-Park und das Trainingszentrum samt Infrastruktur lange eine ernste Bedrohung für den ökologischen Bestand dar. Erst nach Intervention der Bezirksregierung durch die Höhere Landschaftsbehörde wurde 2003 eine Fläche von rund 11,65 Hektar als Naturschutzgebiet in Mönchengladbach mit der Schlüsselnummer MG-015 ausgewiesen.